# Fabián Orellana
Fabián Ariel Orellana Valenzuela, né le 27 janvier 1986 à Santiago au Chili, est un footballeur international chilien.

## Biographie
Fabián Orellana débute au Audax Italiano.
Le 20 juillet 2020, Orellana signe au Real Valladolid pour deux saisons.

## Palmarès
- Vainqueur de la Copa América en 2016 avec le Chili